# Роберт Гей (хокеїст на траві)
Роберт Гей (англ. Robert Haigh, 27 березня 1945) — австралійський хокеїст на траві.
Срібний призер Олімпійських Ігор 1968, 1976 років, учасник 1972 року.